# Theo van den Boogaard
Theo van den Boogaard (Castricum, 25 maart 1948) is een Nederlands striptekenaar, vooral bekend van de Sjef van Oekel-strips, naar de creatie van Wim T. Schippers.

## Levensloop
Als vijftienjarige gymnasiast tekende Van den Boogaard zijn eerste strip, Mark, Boter bij de Vis, voor uitgeverij Kennemer (1964). Daarna verschenen met grote regelmaat tekeningen van zijn hand in Hitweek, onder andere de serie Striptease, waar hij aan de hand van liedteksten maatschappelijke kritiek leverde.
In 1967 maakte hij de stripserie Witje en Gertje voor Hitweek, die in 1968-1969 in Aloha werd voortgezet. Voor Studio tekende hij de strip Pinokkio (1968). In 1969 begon hij in Aloha (en kort daarna in Chick) Ans en Hans krijgen de kans, een voor die tijd opzienbarende strip, vanwege de vrije behandeling van het onderwerp seksualiteit. De strip werd in 1972 integraal als album uitgegeven door De Bezige Bij (ISBN 90-234-5133-3).
In Gandalf tekende hij belevenissen van Jan Alleman (1970-1971), ook met een kritische inslag. Voor Voetbal International tekende hij de strip Abe, een hotshot van een voetballerina (1972). De tekst in deze strip is van de journalist Nico Scheepmaker.
In Nieuwe Revu verscheen in 1976 Sjef van Oekel in de Bocht, een strip over de belevenissen van de zeer bekende en evenzeer omstreden televisiepersoonlijkheid Sjef van Oekel, gespeeld door Dolf Brouwers. Van deze strip verschijnen vele albums, ook in het buitenland.
Ook maakte hij nog het album Joost mag het weten, een bundel met korte humoristische erotisch getinte verhalen over homofilie, seks met dieren en pedofilie.
Theo van den Boogaard won in 1989 de Nederlandse Stripschapprijs voor zijn gehele oeuvre.
Door artritis en de behandeling van darmkanker in 2007 raakte hij zijn vaste hand kwijt. Zijn later werk is daardoor beïnvloed.

## Van Oekelstripboeken

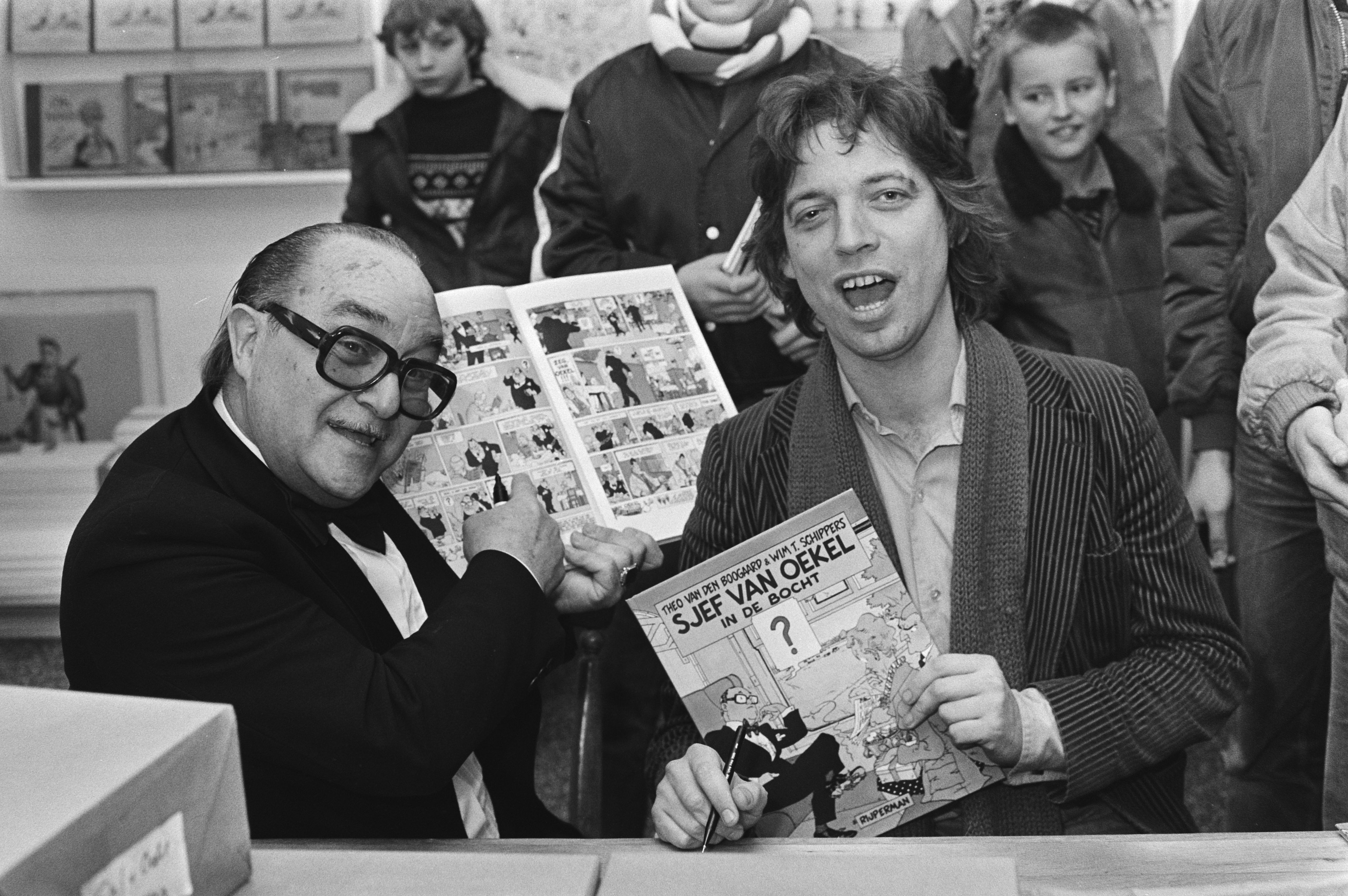
Theo van den Boogaard (r) en Sjef van Oekel (l) in stripwinkel Lambiek

Het scenario was van Wim T. Schippers en de tekeningen waren van Theo van den Boogaard. De strips werden goed verkocht en er verschenen vertalingen in Frankrijk (waar de hoofdpersoon Léon van Oukel heette, later: Léon la Terreur), Duitsland (Julius Patzenhofer), Denemarken en Spanje.
De verpersoonlijking van Van Oekel, Dolf Brouwers (1912-1997) ontving echter niets van het met de strip verdiende geld, hoewel hij wel werd afgebeeld. Bovendien wenste hij niet langer vloekend of in pornografische situaties in beeld te worden gebracht.
In 1989 spande hij een rechtszaak aan. Het tegenargument van Schippers was dat Sjef van Oekel een personage is dat door Schippers zelf is verzonnen. Van den Boogaard heeft gesteld dat het personage Van Oekel wellicht gelijkenissen vertoont met Brouwers, maar dat ook bijvoorbeeld zijn eigen vader model heeft gestaan voor de figuur Van Oekel. In 1991 besliste de rechter dat Brouwers niet langer mocht worden afgebeeld in "obscene of pornografische scènes". Over de financiële vergoeding bereikten Schippers en Brouwers in 1992 een schikking, waardoor het hoger beroep geen doorgang hoefde te vinden.

### Stripalbums

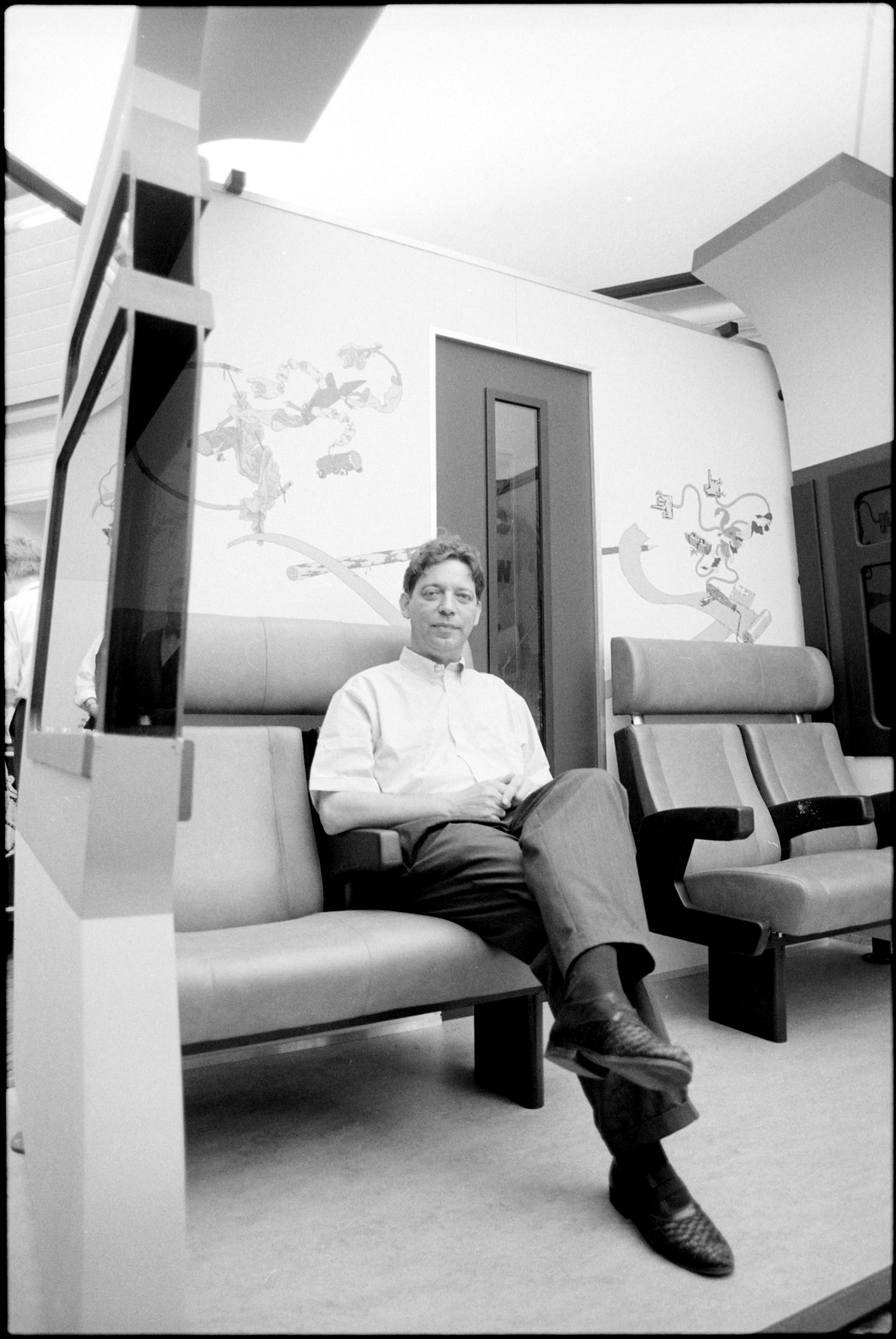
Tentoonstelling Theo v.d. Boogaard op Stripdagen Haarlem 1992

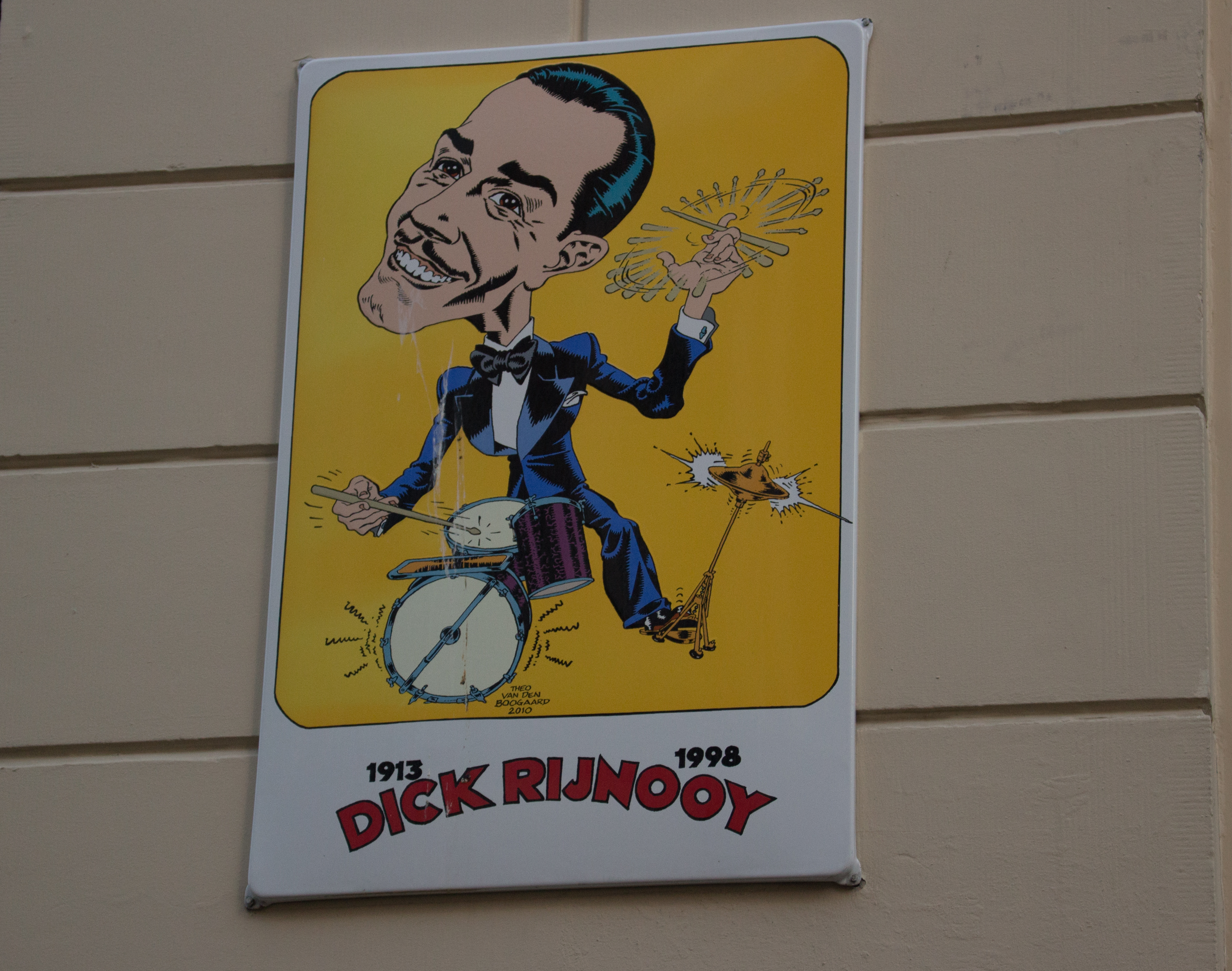
Tekening door Theo van den Boogaard van Dick Rijnooy voor de Jazzroute Rotterdam

1. Stripboek Mark, boter bij de vis (1964)
2. Ans en Hans krijgen de kans. Uitg. P.J.Muller, 1970, De Bezige Bij, 1972, Espee, 1980
3. Jan Alleman kan er wat van. De Bezige Bij, 1972
4. Abe, Hotstory van een voetballerina. De bezige Bij, 1973
5. Witje en Gert. Tango-Sijthoff, 1973
6. De Ideograaf. Uitgeverij Espee, 1979
7. Sjef van Oekel in de bocht. Rijperman, ISBN 9063620764, 1981
8. Sjef van Oekel draaft door. Oberon, ISBN 903204513X, 1982
9. Sjef van Oekel zoekt het hogerop. Oberon, ISBN 9032045164, 1983
10. Sjef van Oekel raakt op drift. Oberon, ISBN 9032045261, 1985
11. Sjef van Oekel bijt van zich af. Oberon, ISBN 9032045466, 1987
12. Theo van den Boogaard in vogelvlucht. Oberon, ISBN 9032075047, 1989
13. Joost mag het weten en andere verhalen. Big Balloon, ISBN 905425131X, 1991
14. Sjef van Oekel breekt door. Big Balloon, ISBN 9032045660, 1990
15. Sjef van Oekel slaat terug. Big Balloon, ISBN 9054251565, 1994
16. Sjef van Oekel onthult.... Ministerie VROM, Bureau Rijksbouwmeester, ISBN 9073525306, 1999 (oplage 5000)

### Boeken
- Taal en teken van Theo van den Boogaard (auteur). Oog & Blik, ISBN 90-5492-002-5, 1992
- Ik bak ze bruiner (illustraties). Veen, L.J., ISBN 90-254-0999-7, 1996
- Theo van den Boogaard tekent de dood: boekenweektest (illustraties). Stichting CPNB, ISBN 9074336884, 2003
- De kunst van het volgen (illustraties). Gorcum b.v., Konink. Van, ISBN 90-232-4060-X, 2005
- Ik word niet goed: Een Sjef van Oekel omnibus (illustraties). De Vliegende Hollander, ISBN 9049501176, 2010
- Wordt het toch nog gezellig...: Een Sjef van Oekel omnibus (illustraties). Dutch Media uitgevers, ISBN 9049501702, 2011
- Streken van een serial tekenaar (auteur, illustraties). De Vliegende Hollander, ISBN 9049501168, 2010
- Het Amsterdam van Theo van den Boogaard (auteur, illustraties). Oog & Blik, ISBN 9054923288, 2011
- Bob Dylan Illustrated (onder alias Theo Bogart) (auteur, illustraties). Oog & Blik, ISBN 9789054924227, 2013

## Trivia
- Theo van den Boogaard laat zich van een minder bekende kant zien als hij klassiekers van Bob Dylan ten gehore brengt. Theo is druk bezig met het illustreren van Bob Dylan-liedjes. In oktober 2013 verscheen het boek Bob Dylan Illustrated (onder het alias Theo Bogart), waarin ook de Engelse teksten van de Dylanliedjes zijn opgenomen. Theo van den Boogaard trad al diverse malen op met zijn brede Dylanrepertoire, o.a. tijdens de uitreiking van de Stripschapprijs 2011 op de stripdagen in Gorinchem. In juli 2024 werd zijn song Moonlight ten gehore gebracht tijdens een bijeenkomst met Indische stripmakers in het Torpedo Theater in Amsterdam. De kleurrijke illustraties van Van den Boogaard waren hierbij aangevuld met stripfragmenten waarin een volle maan voorkomt in uiteenlopende indocomics.[1]